# 한국사 대모험
《한국사 대모험》은 역사 학습 만화 《설민석의 한국사 대모험》을 바탕으로 쏘울크리에이티브, 단꿈아이, LG유플러스에서 공동으로 만든 애니메이션으로, 파트 1은 2024년 3월 30일부터 6월 27일까지 SBS TV에서 방영했으며, 파트 2는 2025년에 방영될 예정이다.

## 등장 인물
- 설 박사
- 평강
- 온달
- 로빈
- 장 박사
- 온달 엄마
- 엑스맨

### 역사 인물
- 세종대왕
- 장박사
- 장영실
- 안중근
- 이순신

## 목소리 출연
- 심규혁: 설 박사
- 정유정: 온달
- 조경이: 평강
- 박리나: 온달 엄마
- 정혜원: 로빈
- 남도형: 엑스맨
- 윤용식: 장박사
- 정명준: 장영실
- 임채헌: 세종대왕
- 홍진욱: 이순신
- 박영재: 안중근

## 방영 목록

### 파트 1
| 회차 | 방송 일자       | 주제        |
| ---- | --------------- | ----------- |
| 1화  | 2024년 3월 30일 | 세종대왕 편 |
| 2화  | 2024년 4월 6일  | 이순신 편   |
| 3화  | 2024년 4월 13일 | 안중근 편   |
| 4화  | 2024년 4월 18일 | 허준 편     |
| 5화  | 2024년 4월 25일 | 단군왕검 편 |
| 6화  | 2024년 5월 2일  | 선덕여왕 편 |
| 7화  | 2024년 5월 9일  | 정약용 편   |
| 8화  | 2024년 5월 16일 | 정조 편     |
| 9화  | 2024년 5월 23일 | 김홍도 편   |
| 10화 | 2024년 5월 30일 | 김정호 편   |
| 11화 | 2024년 6월 13일 | 김유신 편   |
| 12화 | 2024년 6월 20일 | 태조왕건 편 |
| 13화 | 2024년 6월 27일 | 장영실 편   |

## 결방 및 편성안내
- 2024년 6월 6일: 현충일의 관계로 인해 결방했다.